# Hypodryas
Hypodryas är ett släkte av fjärilar. Hypodryas ingår i familjen praktfjärilar.

## Dottertaxa tillHypodryas, i alfabetisk ordning[1]
- Hypodryas adamczewskii
- Hypodryas aestia
- Hypodryas agrotera
- Hypodryas alpicola
- Hypodryas altaiana
- Hypodryas altaica
- Hypodryas arcuata
- Hypodryas aurinoides
- Hypodryas brunneomarginata
- Hypodryas coreanica
- Hypodryas cynthia
- Hypodryas demissa
- Hypodryas diabolus
- Hypodryas drenowskii
- Hypodryas extensa
- Hypodryas fasciata
- Hypodryas fulgida
- Hypodryas fulvuniformis
- Hypodryas gillettii
- Hypodryas glacialis
- Hypodryas herri
- Hypodryas ichnea
- Hypodryas iduna
- Hypodryas idunides
- Hypodryas impunctata
- Hypodryas inexpectata
- Hypodryas intermedia
- Hypodryas kautzi
- Hypodryas konumensis
- Hypodryas latevittata
- Hypodryas leonhardi
- Hypodryas leucophryne
- Hypodryas macedonica
- Hypodryas maturna
- Hypodryas minor
- Hypodryas mongolica
- Hypodryas mundata
- Hypodryas mysia
- Hypodryas nigrofasciata
- Hypodryas obscurior
- Hypodryas pallida
- Hypodryas pauper
- Hypodryas privata
- Hypodryas reducta
- Hypodryas saanae
- Hypodryas sajana
- Hypodryas schlumbergeri
- Hypodryas spuleri
- Hypodryas staudingeri
- Hypodryas sterlineata
- Hypodryas sulitelmica
- Hypodryas tricolor
- Hypodryas trivia
- Hypodryas umbrata
- Hypodryas unifasciata
- Hypodryas uralensis
- Hypodryas urbani
- Hypodryas urbanoides
- Hypodryas variegata
- Hypodryas wolfensbergeri